# Христиансен, Фридрих
Фридрих Христиансен (нем. Friedrich Christiansen, 12 декабря 1879, Вик-ауф-Фёр — 3 декабря 1972, Аукруг) — немецкий лётчик-ас, специалист по морской авиации, генерал авиации, военный преступник.

## Биография
Сын морского капитана.
В 1895 году он нанялся юнгой в торговый флот, являлся вторым офицером на самом крупном в мире паруснике «Preußen». В 1901 году поступил на службу в Кайзерлихмарине, проходил обучение на миноносцах S 37 и G 109, учебном корабле «Блюхер».
В 1913 году решил научиться летать, 27 марта 1914 года получил лицензию № 707, стал работать инструктором в гражданской лётной школе.
Во время Первой мировой войны летал на гидросамолёте. В августе 1914 года был призван как военно-морской лётчик и направлен в часть дислоцированную в Зебрюгге. Утверждал, что сбил 20 самолётов противника и дирижабль C 27, 13 сбитых целей были подтверждены. После ноябрьской революции в конце 1918 года служил в 3-й морской бригаде под командованием Вильфрида фон Лойфенфельда и работал в компании Casper.
В 1922 году вернулся в торговый флот как капитан корабля, где работал до 1929 года, когда стал пилотом в компании Клаудиуса Дорнье. Летал на самом крупном гидросамолёте в мире «Dornier Do X».
В 1933 году поступил на гражданскую службу (министериальрат) в Имперское министерство авиации, в 1937 году вступил в НСДАП (партийный билет № 800 471). 15 апреля 1937 года был назначен руководителем (корпсфюрером) национал-социалистического авиакорпуса.
С 29 мая 1940 по 7 апреля 1945 года являлся командующим Вермахта в оккупированной Голландии, также командовал 25-й армией, армейскими группами «Кристиансен» и «Нидерланды». 2 октября 1944 года он приказал произвести Пюттенскую карательную акцию.
6 июля 1945 года был арестован за военные преступления и в 1948 году приговорён к 12 годам лишения свободы. Однако был выпущен в декабре 1951 года. Его освобождение из заключения в 1951 году стало поводом для возвращения почётного гражданства родного города и восстановления название улицы в его честь, ранее изменённой британской военной администрацией в 1945 году. Эти почести вызвали споры в Германии и Нидерландах и были отозваны в 1980 году городским советом.

## Звания
- Боцман резерва (30 сентября 1902)
- Вице-штурман резерва (21 марта 1915)
- Лейтенант резерва (18 февраля 1916)
- Оберлейтенант резерва (25 июня 1917)
- Капитан-лейтенант резерва (27 сентября 1918)
- Капитан-цур-зее (1 января 1934)
- Оберст (3 января 1934)
- Генерал-майор (1 декабря 1935)
- Генерал-лейтенант (1 августа 1937)
- Генерал авиации (1 января 1939)

## Награды
- Железный крест 1-го (27 апреля 1916) и 2-го (март 1915) классов
- Немецкий крест в серебре (1 июня 1943)
- Крест «За военные заслуги» 1-й и 2-й степени с мечами (оба — 30 апреля 1941)
- Почётный крест ветерана войны
- Медаль «За выслугу лет в вермахте» 4-го, 3-го и 2-го классов
- Спасательная медаль (20 августа 1917)
- Pour le Mérite (11 декабря 1917)
- Ганзейский крест
- Рыцарский крест Королевского ордена Дома Гогенцоллернов с мечами (27 апреля 1916)
- Австрийский крест «За военные заслуги» 3-го класса с военным украшением
- Крест Фридриха Августа 1-го и 2-го классов (1918)
- Знак пилота Военно-Морского Флота за полёты над морем
- Знак «Лётчик-наблюдатель» в золоте с бриллиантами
- Золотой партийный знак НСДАП